# Helipuerto de Cee
El Helipuerto de Cee (Código OACI: LESR) es un helipuerto situado en la localidad coruñesa de Cee, en la comunidad autónoma de Galicia, España.
Este helipuerto es la base del helicóptero "Helimer 211", uno de los helicópteros de la Sociedad de Salvamento y Seguridad Marítima, dependiente del Ministerio de Fomento de España.

## Historia
El proyecto del helipuerto se inició en el año 2008, por iniciativa de la Xunta de Galicia, para ser empleado como base de una tercera aeronave que se iba a adquirir para el Servicio de Guardacostas de Galicia. Sin embargo, en mayo de 2009, el gobierno autonómico abandonó la idea de la construcción del nuevo helipuerto y la adquisición del nuevo helicóptero, sustituyendo dicho proyecto por el refuerzo de tripulaciones para mejorar la operatividad de los helicópteros de guardacostas situados en el aeropuerto de Vigo y en el helipuerto Costa Norte.
En el año 2010 el proyecto se volvió a retomar, siendo promovido por parte del Ministerio de Fomento, para ser empleado como base de la Sociedad de Salvamento y Seguridad Marítima.

## Características
El helipuerto de Cee consta de una helisuperficie capaz de permitir el aterrizaje y despegue de helicópteros de gran tamaño, así como de dos plataformas de estacionamiento, comunicadas con el helipad por medio de una calle de rodadura. También dispone de un hangar.